# Fuentidueña de Tajo
Fuentidueña de Tajo er en by og kommune i det centrale Spanien i Madrid-regionen. Den har et indbyggertal på 2.328 (2024) indbyggere.